# Torneo de Nottingham 2016
El Aegon Open Nottingham 2016 fue un torneo profesional de tenis jugado en canchas de césped al aire libre. Fue la novena edición del evento para las mujeres y la vigésima primera edición para los hombres. Se llevó a cabo en Nottingham (Reino Unido), entre el 6 y el 12 de junio de 2016 para las mujeres, y del 20 al 26 de junio de 2016 para los hombres.

## Cabeza de serie

### Individual
| Tenista             | Ranking | Preclasificado |
| Kevin Anderson      | 20      | 1              |
| Pablo Cuevas        | 26      | 2              |
| João Sousa          | 30      | 3              |
| Alexandr Dolgopolov | 31      | 4              |
| Sam Querrey         | 32      | 5              |
| Steve Johnson       | 39      | 6              |
| Andreas Seppi       | 40      | 7              |
| Gilles Müller       | 41      | 8              |
| Marcos Baghdatis    | 42      | 9              |
| Pablo Carreño       | 44      | 10             |
| Vasek Pospisil      | 46      | 11             |
| Paolo Lorenzi       | 48      | 12             |
| Guido Pella         | 52      | 13             |
| Fernando Verdasco   | 53      | 14             |
| Mikhail Kukushkin   | 55      | 15             |
| Ričardas Berankis   | 53      | 16             |

- Ranking del 13 de junio de 2016

### Dobles masculinos
| Tenista                           | Ranking | Preclasificado |
| Ivan Dodig Marcelo Melo           | 23      | 1              |
| Dominic Inglot Daniel Nestor      | 43      | 2              |
| Treat Huey Max Mirnyi             | 51      | 3              |
| Juan Sebastián Cabal Robert Farah | 54      | 4              |

### Individual femenino
| Tenista            | Ranking | Preclasificada |
| Karolína Plíšková  | 19      | 1              |
| Johanna Konta      | 21      | 2              |
| Caroline Wozniacki | 34      | 3              |
| Mónica Puig        | 53      | 4              |
| Yanina Wickmayer   | 54      | 5              |
| Heather Watson     | 56      | 6              |
| Mona Barthel       | 66      | 7              |
| Christina McHale   | 67      | 8              |

- Ranking del 23 de mayo de 2016

### Dobles femenino
| Tenista                          | Ranking | Preclasificadas |
| Chan Hao-ching Chan Yung-jan     | 12      | 1               |
| Xu Yifan Zheng Saisai            | 44      | 2               |
| Han Xinyun Wang Yafan            | 139     | 3               |
| Gabriela Dabrowski Yang Zhaoxuan | 143     | 4               |

## Campeones

### Individual masculino
Steve Johnson venció a  Pablo Cuevas por 7-6(5), 7-5

### Individual femenino
Karolína Plíšková venció a  Alison Riske por 7-6(8), 7-5

### Dobles masculino
Dominic Inglot /  Daniel Nestor vencieron a  Ivan Dodig /  Marcelo Melo por 7-5, 7-6(4)

### Dobles femenino
Andrea Hlaváčková /  Shuai Peng vencieron a  Gabriela Dabrowski /  Yang Zhaoxuan por 7-5, 3-6, [10-7]